# Guillem Rodríguez i Puig
Guillem Rodríguez i Puig (Barcelona, 1902 - Sant Celoni, Vallès Oriental, 1976) va ser un pintor català deixeble de Fèlix Mestres i Borrell, a l'Escola de la Llotja, i de Francesc d'A. Galí. Es donà a conèixer el 1921, a Barcelona, i exposà també a Madrid i a París. Viatjà per Europa. Tot i que conreà també altres gèneres, la seva especialitat foren les vistes urbanes, en les que treia partit de la plasticitat de tots els elements de la vida del carrer, dins una estètica propera a la de la Generació de 1917, tot i que ell mai va pertànyer a cap dels grups que integraven aquesta tendència de l'art català.

## Biografia
Guillem Rodríguez i Puig, va néixer a Barcelona el 1902 i va morir a Sant Celoni el 1976. Pintor rellevant, va signar sempre com a Rodríguez-Puig. El 1920 obtingué per oposició una plaça de delineant adscrit a l'Oficina Tècnica d'Obres Públiques de la Diputació de Barcelona, de la qual passà, en constituir-se la Generalitat republicana, al Departament d'Obres Públiques. Es formà com a pintor a l'Escola de Llotja de Barcelona amb Félix Mestres i fou també deixeble de Francesc d'Assís Galí. Participà en l'Exposició d'Art de Barcelona (1921) i viatjà a partir de l'any següent per diversos països europeus. Triomfà a les exposicions de primavera de Barcelona, els "Salones de Otoño" de Madrid i el "Salon des Artistes Français" de París (1934). Compatibilitzà la pintura amb el disseny gràfic, al servei de la indústria editorial i farmacèutica. Durant la Guerra Civil espanyola ingressà a l'Exèrcit de l'Aire com a soldat dibuixant a la Plana Major, fet que li estalvià la presència al front. Amb l'entrada de les tropes franquistes fou sancionat amb sis anys d'inhabilitació per a ocupar llocs de comandament a la Diputació de Barcelona (1940) i tot seguit encausat en dos Consells de Guerra, acusat de fomentar idees d'esquerra i catalanistes, processos dels quals sortí finalment indemne. Tot i el seu difícil context personal de postguerra, el 1941 inicià les mostres individuals de les seves pintures a Barcelona i hi exposà sovint a partir d'aleshores a la capital catalana i a Madrid. Construí una obra independent dins el corrent postimpressionista, marcada pels tons terrosos i relacionada amb el grup dels anomenats "evolucionistes". Encara que conreà també el paisatge rural i marítim, excel·lí en les temàtiques urbanes i industrials.

## Fons personal
El seu fons personal es conserva a l'Arxiu Nacional de Catalunya. El fons aplega una part de la documentació aplegada i produïda per Guillem Rodríguez-Puig, en especial, relativa a la difusió de la seva producció pictòrica. Pel que fa a la documentació de caràcter judicial, inclou la relativa al procés de depuració com a funcionari de la Diputació de Barcelona i al Consell de Guerra instruït contra ell per les autoritats franquistes. Pel que fa a la seva obra creativa, el fons incorpora el testimoni gràfic de moltes de les seves obres, així com esbossos i dibuixos que són el resultat de la seva activitat com a dissenyador gràfic. També, el testimoni de l'adquisició d'algunes de les seves obres per part de la Junta Municipal d'Exposicions d'Art de l'Ajuntament de Barcelona (1932-1936) i fulletons de presentació de les exposicions individuals realitzades a diverses sales de Barcelona entre 1941 i 1954. El fons ofereix el testimoni de la seva relació amb l'Asociación de Pintores y Escultores de Madrid. Finalment, aplega abundant documentació valorativa sobre l'obra pictòrica de Rodríguez- Puig, en forma d'escrits, crítiques en premsa, revistes i ràdio. En el seu conjunt el fons permet una aproximació a la figura del pintor i a les seves vicissituds personals a l'acabament de la Guerra Civil espanyola.